# Nang-chang
nang-chang（ナン・チャン、1972年9月26日 - ）は、日本のマニピュレーター、シンセサイザープログラマー。東京都出身。本名は南澤則賀（みなみさわ のりよし）。nang-chang以前の名義はDJサウス。

## 概要
マニピュレーターとして、長らくポルノグラフィティのサポートメンバーを務めていることで知られ、AI、RAG FAIRなどのライブやレコーディングに参加している。
ポルノグラフィティと活動を共にするようになったきっかけは、以前から仕事をすることがあった本間昭光に「今度、自分がプロデュースするアーティストがデビューするから一緒にやってくれないか」という話をもらったからだという。初めて関わったポルノグラフィティのライブは『東京ロマンスポルノ Vol.3』（1999年12月4日）で、以降20年以上に渡りほぼ全てのライブ、一部のレコーディングに参加している。彼らのライブで使用される音源の調節操作をしており、その音源も自身を中心にプログラミングされ作られている。楽曲によってはテルミンやタンバリン、パーカッションを担当することもある。
2020年12月4日に開催された配信ライブ『CYBERロマンスポルノ'20 〜REUNION〜』より、ライブのステージに上がらなくなった。これについてnang-changは「ステージ上にはいないけどサポートメンバーという立ち位置は何も変わらない」と自身のInstagramでコメントしており、サポートメンバーを卒業したわけではなく、引き続きサポートメンバーとしてライブに同行している。

## 演奏

### 楽器
- ミュージックシーケンサー
- ピアノ
- キーボード
- シンセサイザー
- 電子ドラム
- タンバリン
- テルミン　等々

### 役割
- パーカッション